# Zemská silnice B116
Zemská silnice Leobener Straße B116 prochází spolkovou zemí Štýrsko v Rakousku. Začíná u městysu Sankt Marein im Mürztal, spojuje mezi sebou postupně města Kapfenberg, Bruck an der Mur, Leoben a městys Sankt Michael in Obersteiermark. Silnice je pojmenována podle okresního města Leoben, jímž prochází. Její délka je zhruba 33 km.

## Popis
| km   | Místo                           | Popis                                                    | m n. m. |
| ---- | ------------------------------- | -------------------------------------------------------- | ------- |
| 0    | Sankt Marein im Mürztal         | Začátek B116 je na výjezdu z rychlostní silnice S6       | 525     |
| 0,3  |                                 | Most přes železniční trať a pak hned most přes řeku Mürz | 520     |
| 4,8  | Kapfenberg                      | Městská část Hafendorf – most nad železniční tratí       | 523     |
| 6,3  |                                 | Zprava se připojuje a končí zde Mariazeller Straße B20   | 508     |
| 6,6  | Kapfenberg                      | Most přes řeku Mürz a hned vjezd do tunelu               | 500     |
| 6,9  | Kapfenberg                      | Výjezd z tunelu pod hradem – délka tunelu cca 300 m      | 520     |
| 7,3  |                                 | Most přes řeku Mürz                                      | 497     |
| 7,5  | Kapfenberg                      | podjezd pod železniční tratí                             | 498     |
| 10,7 | Bruck an der Mur                | průjezd městem                                           | 500     |
| 11,8 | Bruck an der Mur                | most přes řeku Mur + odbočka a nájezd na S6 a S35        | 485     |
| 15,5 | Oberaich                        | průjezd obcí                                             | 490     |
| 18,6 | Oberaich                        | most nad rychlostní silnicí S6                           | 500     |
| 20,8 | Niklasdorf                      | most nad silnicí S6 + odbočka a nájezd na S6             | 524     |
| 22,5 |                                 | průjezd obcí                                             | 524     |
| 24,7 | Niklasdorf                      | podjezd pod žel. tratí                                   | 523     |
| 25,5 | Leoben                          | úrovňová křižovatka + nájezd na S6                       | 534     |
| 27,6 |                                 | most přes řeku Mur                                       | 538     |
| 28,1 | Leoben                          | Průjezd městem + odbočka na B115                         | 541     |
| 28,7 | Leoben                          | úrovňový železniční přejezd                              | 545     |
| 33,9 | Sankt Michael                   | podjezd pod železniční tratí                             | 575     |
| 36,8 | Sankt Michael in Obersteiermark | konec B116 – napojení na B113 + S6 + dálnici A9          | 580     |

Poznámka: v tabulce uvedené kilometry a nadmořské výšky jsou přibližné.